# Нилс Лофгрен
Нилс Хилмър Лофгрен (на английски: Nils Hilmer Lofgren) е американски рок китарист и певец.
Той е роден на 21 юни 1951 година в Чикаго, но израства в Гарет Парк край Вашингтон.
Започва да професионалната си кариера в ранна възраст, а през 1968 година започва да свири с Нийл Йънг. От средата на 1970-те години издава самостоятелни албуми. Включва се в групата „И Стрийт Бенд“ на Брус Спрингстийн през 1984 година.